# EMOBILE 4G
EMOBILE 4G（イー・モバイル フォージー）とは、ワイモバイル自社網を利用したEMOBILE LTEに加えて、ソフトバンク傘下のWireless City Planning(WCP)が提供するAdvanced eXtended Global Platform(AXGP)網とソフトバンクモバイル(SBM)のULTRA SPEED網を利用した、MVNO型データ通信サービスである。

## 概要
2013年8月9日に開始された、WCP社およびSBMの2社のMVNOとして、ワイモバイルから提供されるデータ通信サービス。SoftBank 4Gのワイモバイルデータ通信端末版ともいえるサービスだが、こちらは、EMOBILE LTEおよびEMOBILE G4(HSPA+)ネットワークにも対応している。
本契約では、電話番号が2つ付加されるが、通常はB番号側の回線が機能する形となり、ユーザ側がA番号・B番号のいずれかのネットワークを選択して固定することはできないとしている。
2014年8月1日以降の契約は、ワイモバイルとの「データ通信サービス」の扱いとなるため、本稿のサービス内容とは別メニューとなる。

## 対応端末

### AXGP網利用時、下り最大110Mbps、上り最大10Mbpsとなる端末

#### データ端末
- Pocket WiFi GL10P - 華為技術日本製（モバイルWi-Fiルータ） 2013年12月6日発売
- Pocket WiFi GL09P - ZTEジャパン製（モバイルWi-Fiルータ） 2013年8月9日発売